# Хенсон, Китон
Ки́тон Хэ́нсон (англ. Keaton Henson; 24 марта 1988 года, Лондон, Великобритания) — британский фолк-рок-музыкант, автор-исполнитель собственных песен, художник и поэт. Он так же выпустил бессловесный графический роман, который называется «Gloaming» (опубликованный Pocko) и сборник поэзии Idiot Verse. У Китона агорафобия и боязнь сцены, и поэтому концерты он даёт крайне редко (поёт и играет на гитаре и фортепиано).

## Биография
Китон Хенсон родился 24 марта 1988 года в Лондоне в семье актёра Никки Хенсона и балерины Маргарит Портер. Изначально Китон был иллюстратором для многих музыкальных проектов. Он создал обложки альбомов таким музыкантам, как Dananananaykroyd альбом «Hey Everyone!» , Enter Shikari альбом «Take to the Skies». Китон записывал песни у себя дома в Лондоне, изначально для самого себя. Он подарил запись одной из песен своему лучшему другу, и тот предложил ему выложить музыку в интернет. В ноябре 2010 года его дебютный альбом Dear... был выпущен на лейбле Motive Sounds Recordings самодельным ограниченным тиражом. В 2011 году он выпустил сингл "Metaphors" на лейбле Porchlight Records. Он также записал песню "Don't Be Afraid" для саундтрека к фильму "Tormented".
Хенсон основал свою собственную звукозаписывающую компанию Oak Ten Records и официально переиздал свой дебютный альбом Dear... в 2012 году. На Metacritic альбом получил оценку 70 баллов из 100. В альбоме Dear... были выпущены три сингла – "Charon", "Small Hands" и "You Don't Know How Lucky You Are", – все они сопровождались музыкальными клипами. Клип на песню "Charon" был номинирован на премию UK MVA award в категории "Best Budget Indie/Rock". Клип на песню "Small Hands" стал лучшим музыкальным видео на кинофестивале Rushes Soho Shorts Film Festival в 2012 году.
В июле 2012 года Хенсон выпустил Lucky EP. В ноябре 2012 года Хенсон разработал футболку для проекта "Yellow Bird Project", чтобы собрать деньги для Подросткового фонда борьбы с раком.
Хенсон выпустил свой второй альбом "Birthdays" менее чем через год, в феврале 2013 года. Он отправился в Калифорнию, чтобы записать там альбом, и работал с американским продюсером Джо Чиккарелли. В альбоме Birthdays были выпущены три сингла: "Lying to You", "Sweetheart, What Have You Done To Us" и "You".
В 2012 и 2013 годах Хенсон выступал редко, обычно в небольших залах, церквях, галереях и музеях. Его художественная выставка "Hithermost" состоялась в лондонской галерее Pertwee, Anderson & Gold gallery в январе 2013 года. В августе 2013 года NPR Music опубликовала живой концерт Tiny Desk на своем сайте и на YouTube. Среди исполненных песен были "You Don't Know How Lucky You Are", "Sweetheart What Have You Done to Us" и "You".
16 июня 2014 года Хенсон выступил в Лондонском зале Королевы Елизаветы в рамках фестиваля Meltdown, курируемого Джеймсом Лавелем. В день концерта Хенсон выпустил новый альбом "Romantic Works" с участием виолончелиста Рена Форда. Первоначально он был доступен исключительно на сайте Guardian, а затем на Spotify.
В начале 2015 года Хенсон сочинил партитуру для Young Men, танцевального проекта BalletBoyz, который был исполнен в лондонском театре Sadler's Wells в качестве совместной постановки с 14-18 NOW. Первые три альбома Хенсона были перезаписаны на виниле с бонус-треками в июне 2015 года.
В октябре 2015 года Хенсон выпустил альбом в рамках сайд-проекта под псевдонимом Behaving. Альбом имел более электронное звучание и впервые был доступен на Soundcloud и iTunes. В том же месяце вышел дебютный поэтический сборник Хенсона "Idiot Verse".
В сентябре 2016 года Хенсон выпустил студийный альбом "Kindly Now". В июле 2018 года в Барбикан-центре состоялась премьера его работы Six Lethargies для струнного оркестра Britten Sinfonia. 70-минутное музыкальное произведение было совместно заказано Барбикан-центром, Vivid Sydney и Национальным концертным залом Дублина. Оно также было исполнено в Сиднейском оперном театре и впоследствии было выпущено в качестве LP в 2019 году.
В мае 2020 года Хенсон выпустил свой сингл "Career Day". В июне того же года был выпущен еще один сингл - "Ontario". 23 октября 2020 года Хенсон выпустил свой альбом Monument. Фил Селуэй, участник британской рок-группы Radiohead, играет на барабанах и перкуссии. Альбом посвящен его отцу, Никки Хенсону, и его борьбе с неизлечимой болезнью. Работа над альбомом была закончена за два дня до смерти его отца.

## Дискография
| Год       | Название                                                     |
| 2010/2012 | Dear… - Выпущен: 2010; 2 апреля 2012                         |
| 2013      | Birthdays - Выпущен: 25 февраля 2013                         |
| 2014      | Romantic Works с участием Рена Форда - Выпущен: 16 июня 2014 |
| 2015      | Behaving - Выпущен: 7 октября 2015                           |
| 2015      | 5 Years - Выпущен: 12 ноября 2015                            |
| 2016      | Kindly Now - Выпущен: 16 сентября 2016                       |
| 2019      | Six Lethargies - Выпущен: 25 октября 2019                    |
| 2020      | Monument - Выпущен: 23 октября 2020                          |